# Д’Арсонваль, Арсен
Жак Арсен д’Арсонваль (фр. Jacques Arsène d'Arsonval; 8 июня 1851, Ля-Поршери, Верхняя Вьенна — 31 декабря 1940, Верхняя Вьенна) — французский физиолог и физик, член Французской академии наук.

## Биография
В 1882 году возглавлял лабораторию биофизики, а с 1894 года — кафедру экспериментальной физиологии в Коллеж де Франс. Посвятил много лет изучению действия переменных токов на биологические объекты.
В 1891 году д’Арсонваль обратил внимание на способность токов высокой частоты проходить через животный организм, не вызывая раздражения тканей и оказывая при этом различные физиологические эффекты, в зависимости от способа применения и характера этих токов. Эти исследования д’Арсонваля повлияли на разработку методов электролечения, которое и назвали в честь д’Арсонваля — дарсонвализация.
Сделав после проведенных физиологических экспериментов научно-физический анализ, д’Арсонваль способствовал тем самым развитию новой области биологии — биофизики.
Кроме того, д’Арсонваль в 1881 году запатентовал гальванометр у которого подвижная катушка с проводником вращалась под действием протекавшего через неё тока в поле неподвижного постоянного магнита, став таким образом изобретателем магнитоэлектрического измерительного механизма. Этот гальванометр, в отличие от своих предшественников, не реагировал на магниты или железные предметы, находящиеся рядом, был очень чувствителен и позволял обнаружить ток силой 10 микроампер.

## Награды
- Большая золотая медаль SEP (1934)

## Память
В 1976 г. Международный астрономический союз присвоил имя Д’Арсонваля кратеру на обратной стороне Луны.